# Vicohabentia

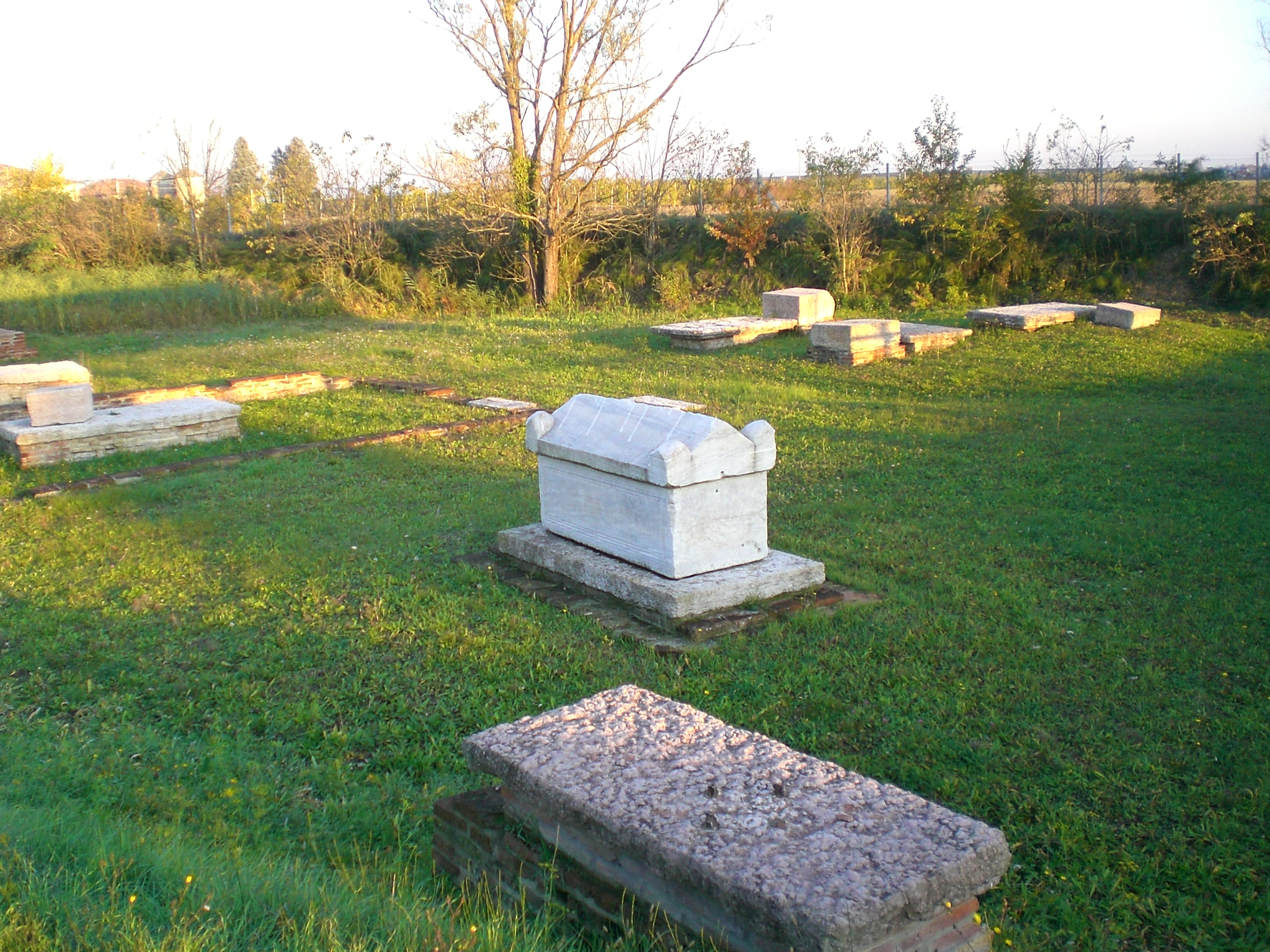
Pozostałości archeologiczne Voghenza

Vicohabentia (łac. Vicohabentinus, wł. Voghenza) – stolica historycznej diecezji w Italii erygowanej około roku 330, a skasowanej w roku 657.
Współczesne miejscowość Voghenza w gminie Voghiera, w prowincji Ferrara we Włoszech. Obecnie katolickie biskupstwo tytularne ustanowione w 1966 przez papieża Pawła VI.

## Biskupi tytularni
| Lp. | Biskup           | Funkcja                                                        | Od            | Do            |
| --- | ---------------- | -------------------------------------------------------------- | ------------- | ------------- |
| 1   | Angelo Scapecchi | biskup pomocniczy diecezji Arezzo-Cortona-Sansepolcro (Włochy) | 11 lipca 1967 | 30 marca 1996 |
| 2   | Rino Fisichella  | przewodniczący Papieskiej Rady ds. Nowej Ewangelizacji         | 3 lipca 1998  |               |